# West Dean (Gloucestershire)
West Dean – civil parish w Anglii, w hrabstwie Gloucestershire, w dystrykcie Forest of Dean. Leży 27 km na południowy zachód od miasta Gloucester i 172 km na zachód od Londynu. W 2011 roku civil parish liczyła 10 242 mieszkańców.